# Lucignano
Lucignano és un municipi situat al territori de la província d'Arezzo, a la regió de la Toscana (Itàlia).
Limita amb els municipis de Foiano della Chiana, Marciano della Chiana, Monte San Savino, Rapolano Terme i Sinalunga.
Pertanyen al municipi de Lucignano les frazioni de Calcione, Croce, Pieve Vecchia i Santa Maria.

## Galeria fotogràfica

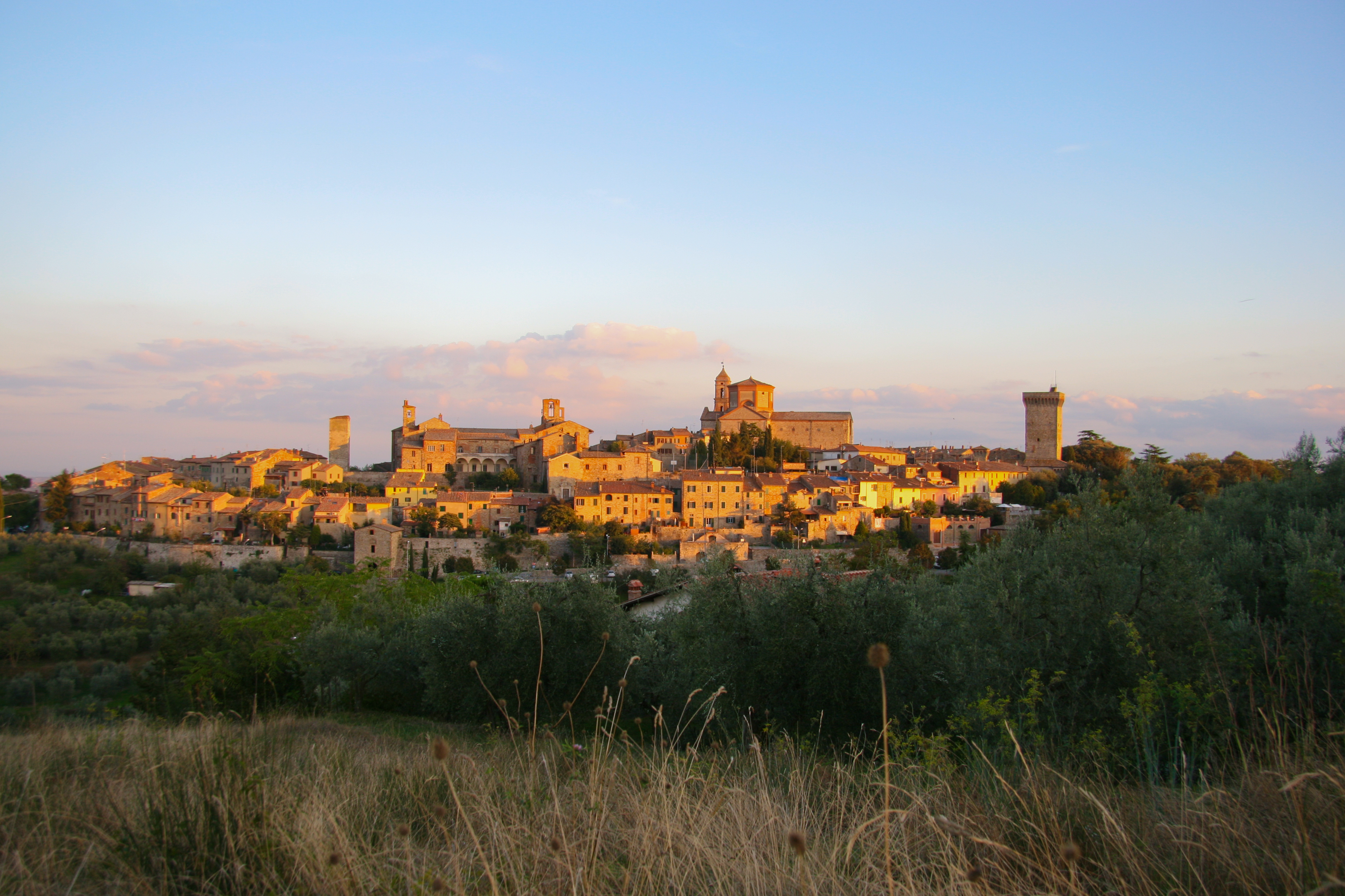
Vista del poble
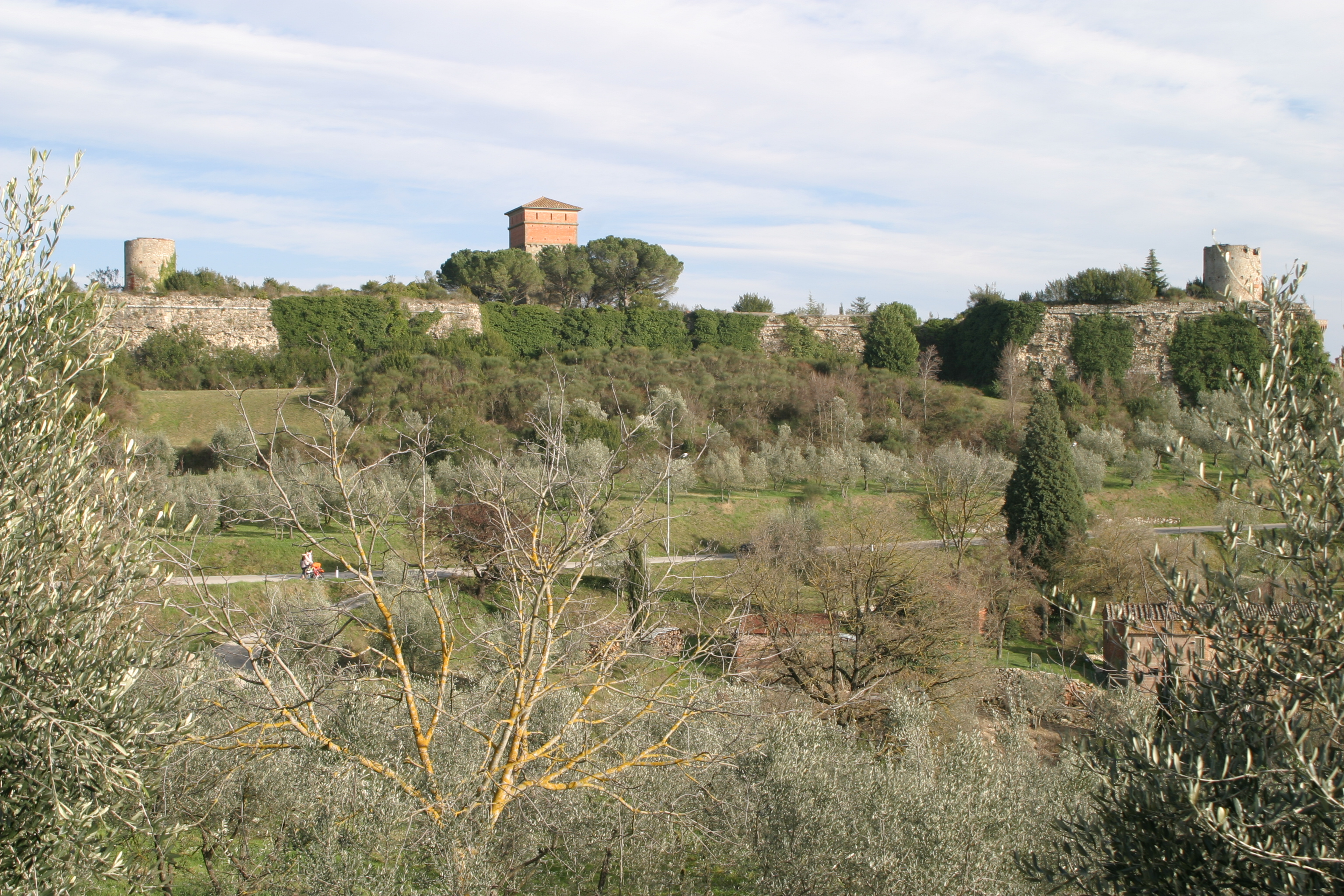
Castell
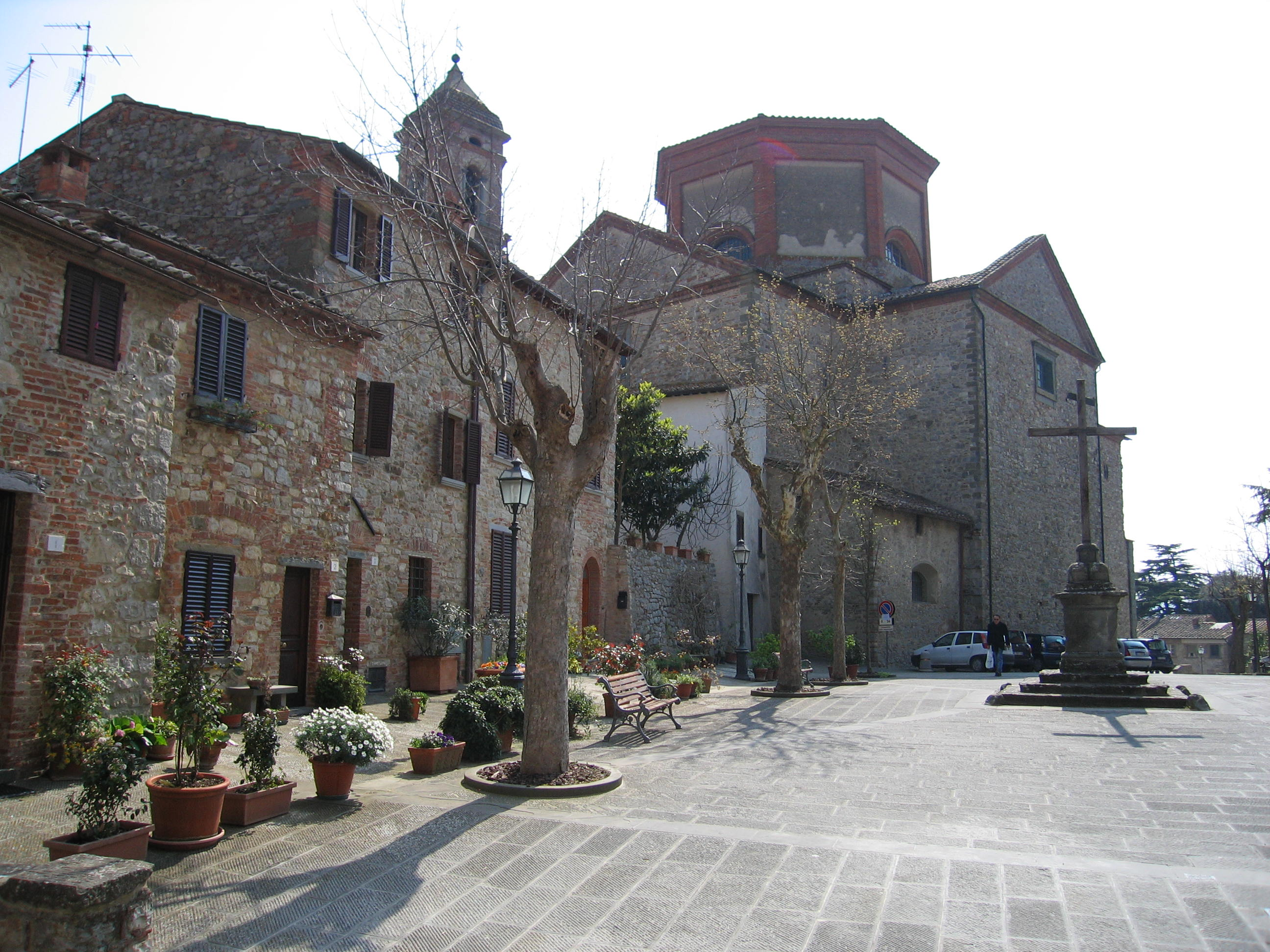
Vista del poble
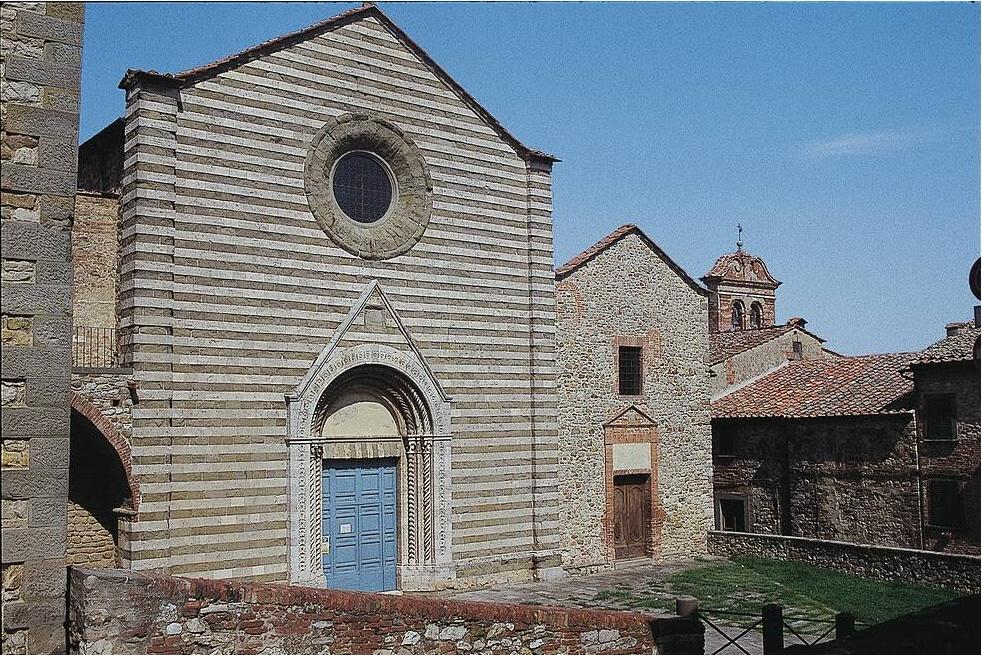
Església de S. Francesc
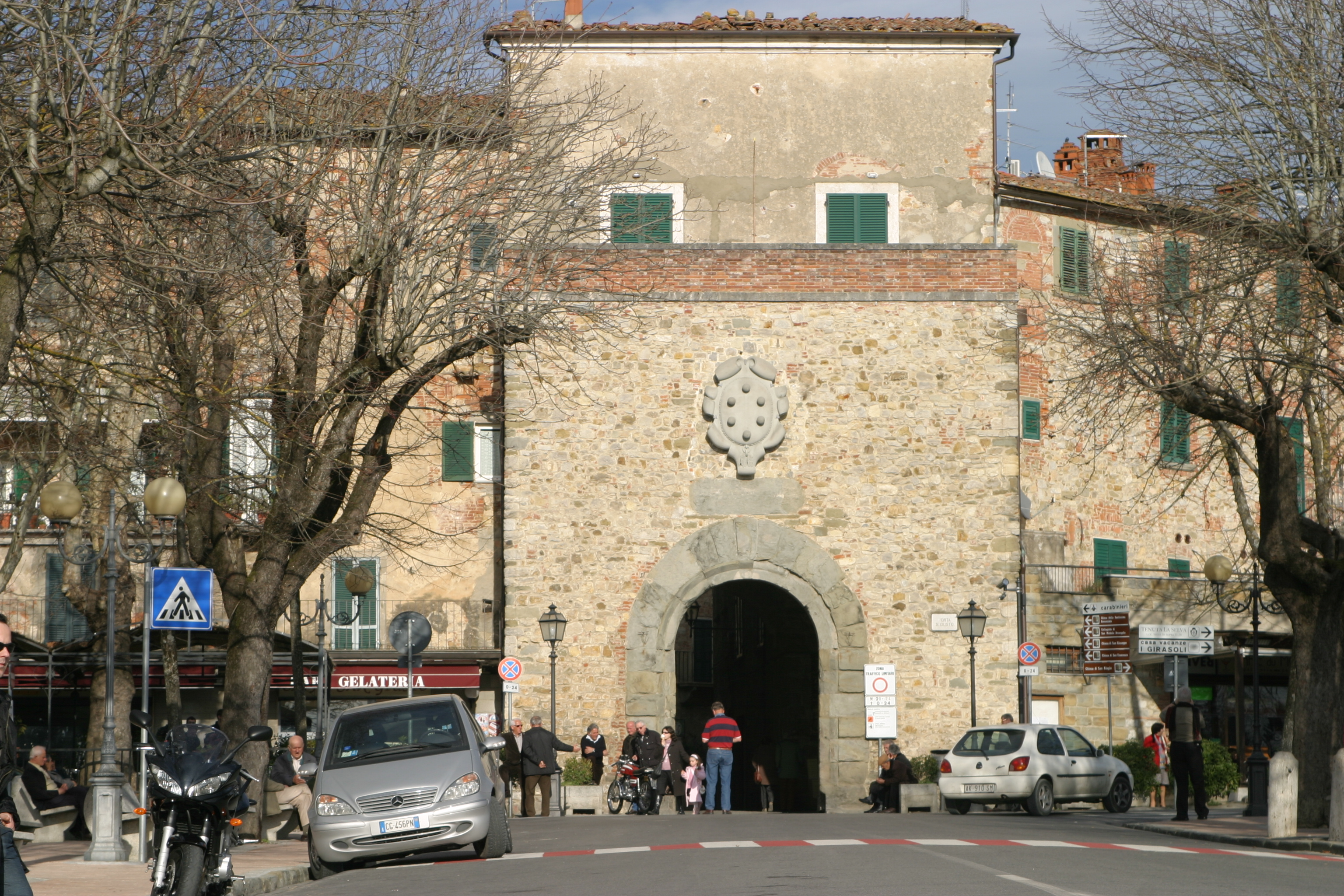
Portal de St. Just